# 進士晴舍
進士晴舎（日语：／ Shinshi Haruie，？—1565年6月17日〈永祿8年5月19日〉）是一名日本戰國時代武將，曾以走眾及奉公眾的身份侍奉足利義晴和足利義輝。「晴」字是來自義晴賜予的偏諱。

## 生平
根據《大館常興日記》天文9年（1540年）3月30日的記載，進士晴舍的父親進士國秀在前一年因與奉公眾的諏訪長俊爭奪領地，作為和解條件而剃髮，並讓兒子晴舍加入奉公眾。
《大館常興日記》天文10年（1541年）10月3日的記載中提到，五番眾中包括進士長門守澄胤和進士新次郎晴舍的名字。
永祿8年5月19日（1565年6月17日）的永祿之變中，三好三人眾等人以參拜清水寺為名，聚集了約一萬兵力進逼御所，聲稱有事要向將軍足利義輝訴求，並請求進行調解。在晴舍往返處理訴狀調解的過程中，三好勢力的鐵砲眾從御所的四方大門進入並發起攻擊。晴舍在將軍方抵抗之際，因敵軍成功侵入而向義輝致歉，並在義輝面前切腹自盡。不過，關於晴舍切腹的原因，還有另一種說法，認為他在與三好氏及松永氏的調解過程中，因談判破裂承擔責任而自盡，或者他自盡的行為被三好方視為談判破裂及敵對信號，從而引發攻擊行動。